# Кифозовые
Кифозовые или чоповые (лат. Kyphosidae) — семейство морских лучепёрых рыб отряда окунеобразных (Perciformes). Встречаются в прибрежных водах Тихого, Индийского и Атлантического океанов. В составе семейства выделяют 4 подсемейства, 14 родов и 53 вида.

## Описание
В спинном плавнике 9—16 колючих и 11—28 мягких лучей, а в анальном плавнике 3 колючих и 10—28 мягких лучей.

## Классификация
В составе семейства выделяют 4 подсемейства, 14 родов и 53 вида:
- Подсемейство Гиреллины[1] (Girellinae). Тихий океан, в Атлантическом океане единственный представитель Girella zonata. Резцевидные зубы имеются. Растительноядные (за исключением рода Graus). Примерно 17 видов.
  - Род Girella — Гиреллы
  - Род Graus
- Подсемейство Кифозины (Kyphosinae). Атлантический, Индийский и Тихий океаны. Резцевидные зубы имеются. Растительноядные, питаются преимущественно водорослями. 13 видов.
  - Род Hermosilla — Гермосиллы
  - Род Kyphosus — Рулевые рыбы, или кифозы, или чабы
  - Род Neoscorpis — Неоскорписы
  - Род Sectator — Сектаторы
- Подсемейство Microcanthinae. 7 видов. Хищники.

- - Род Atypichthys — Атипихты
  - Род Microcanthus — Микроканты, или малошипы
  - Род Neatypus
  - Род Tilodon

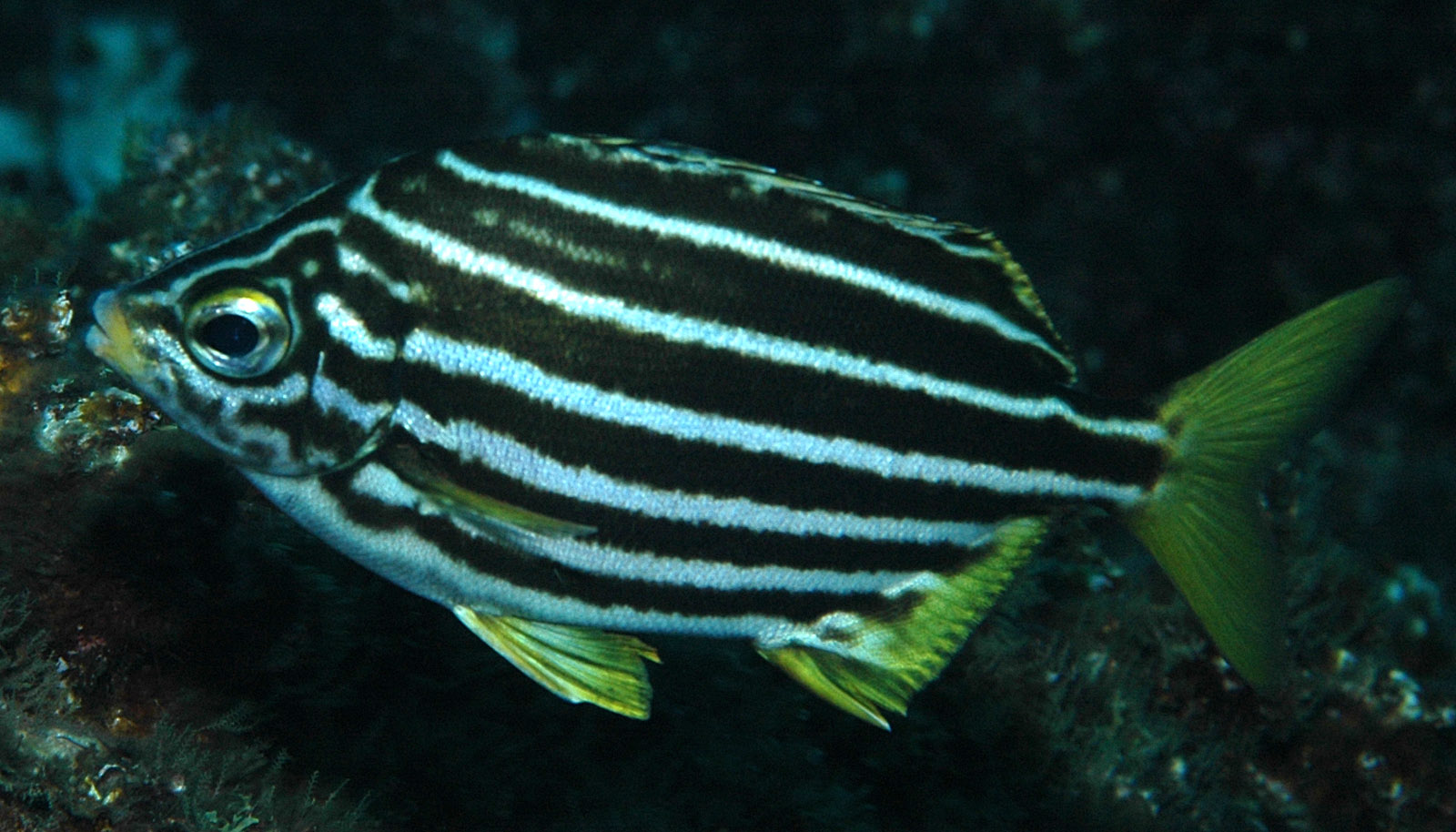
Atypicthys latus

- Подсемейство Scorpidinae. Индийский и Тихий океаны. 7 видов. Резцевидных зубов нет. Хищники.

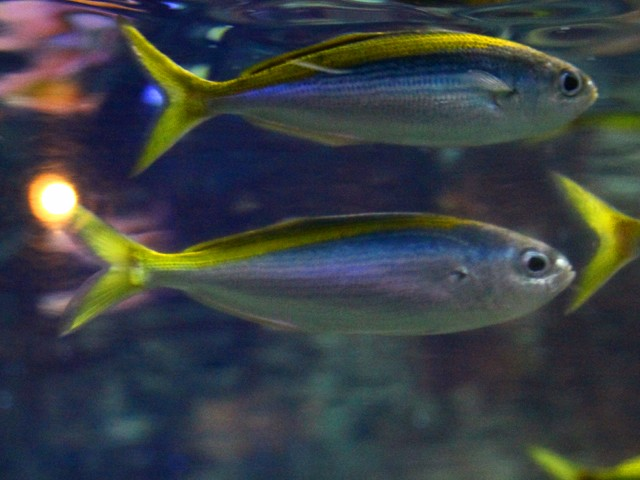
Labracoglossa argentiventris

- - Род Bathystethus
  - Род Labracoglossa
  - Род Medialuna
  - Род Scorpis